# Hořešovičky
Hořešovičky är en ort i Tjeckien.   Den ligger i regionen Mellersta Böhmen, i den nordvästra delen av landet, 40 km nordväst om huvudstaden Prag. Hořešovičky ligger 291 meter över havet och antalet invånare är 111.
Terrängen runt Hořešovičky är platt åt nordost, men åt sydväst är den kuperad. Runt Hořešovičky är det tätbefolkat, med 343 invånare per kvadratkilometer. Närmaste större samhälle är Kladno, 17,6 km sydost om Hořešovičky. Trakten runt Hořešovičky består till största delen av jordbruksmark.